# Whip Island
Whip Island ist eine kleine unbewohnte Insel der Andreanof Islands, die zu den Aleuten 
gehören. Das 320 m lange Eiland liegt am Eingang der Lash Bay, südwestlich von Tanaga Island.